# Myrmecia croslandi
Myrmecia croslandi (лат.) — вид примитивных прыгающих муравьёв (англ. jack-jumper ant) Австралии с одной хромосомой у самцов.

## Распространение
Австралия: Квинсленд, Новый Южный Уэльс.

## Генетика
Этот вид обладает рекордным для всего животного мира хромосомным набором. У рабочих и самок в каждой клетке содержится диплоидный набор 2n=2, а у самцов гаплоидный набор n=1 (Crosland, Crozier, 1986). Наоборот, максимальное значение выявлено у Dinoponera lucida — 2n=120.

## Описание
Муравьи M. croslandi это средние по размеру (длина тела около 1 см) и строго дневные муравьи, обитающие вдоль восточного побережья Австралии. Они активны с конца октября до начала мая. Муравьи известны своей способностью прыгать и сильным ужалением. У них необычно хорошо развитые сложные глаза, каждый из которых имеет почти 2400 фасеток. Обладая дневной активностью M. croslandi имеют среди исследованных видов своего рода наименьшие диаметры фасеточной линзы и фоторецептора: 12—22 мкм и 1,2—1,4 мкм, соответственно (у других видов, сумеречных и ночных: 16—30 мкм и 2,8—6,0 мкм).
Myrmecia croslandi собирает пищу (насекомых или сладкие выделения сосущих соки равнокрылых) поодиночке с помощью одиночных рабочих-фуражиров. Мобилизация или следовые феромоны для поиска пищи отсутствует и фуражиров можно увидеть индивидуально охотящимися или взбирающимися на деревья, они передвигаются по своеобразным тропам и ориентируются визуально при перемещении. Фуражиры из одного гнезда обычно перемещаются на 5—15 м к ближайшему дереву или охотятся за насекомыми на земле в радиусе 2—3 м от гнезда. При экспериментальном перемещении в места, где они вряд ли были раньше, в 10—15 м от гнезда, большинство фуражиров могут вернуться домой прямо с любой стороны, благодаря визуальной ориентации: они способны определить направление своего дома после краткого сканирования панорамы ориентира. Их сканирующие движения выполняются быстрыми поворотами головы и туловища, которые на определённом этапе приводят к отчетливому решению быстро двигаться в определённом направлении.
Поведенческие эксперименты с Myrmecia croslandi выявили фундаментальное свойство визуальной навигации у муравьёв, которые можно было обнаружить только с помощью метода трекбола. Исследователи определили, что независимо от того, находятся ли муравьи на маршруте или вне маршрута, в нескольких метрах от гнезда, муравьи могут восстановить целевое направление без необходимости физически перемещаться и исследовать соседние места.

## Таксономия
Ранее считался видом-близнецом более известного и полиморфного вида Myrmecia pilosula. Благодаря уникальному хромосомному набору был генетически выделен в 1986 году, а в 1991 году австралийский мирмеколог Роберт Тейлор описал его как отдельный вид.